# Abdoulaye Dima Dabo
Pour les articles homonymes, voir Dabo (homonymie).
Abdoulaye Dima Dabo est un homme d'affaires et homme politique guinéen.
Secrétaire général exécutif du patronat de Guinée (PAG) depuis 2011, il a participé à la création des trois patronats guinéens. Le 22 janvier 2022, il est nommé conseiller au sein du Conseil national de la transition dirigé par Dansa Kourouma en tant que représentant du patronat guinéen,. Abdoulaye Dima Dabo est une personnalité complexe et fascinante dont la vie reflète à la fois une passion profonde pour le cinéma et un engagement déterminé dans la construction et le développement de la Guinée moderne. Né dans une région rurale de Guinée, il a réussi à dépasser les obstacles liés à son environnement et à une époque marquée par la colonisation et ses contraintes, pour devenir un acteur clé dans plusieurs domaines. Son amour pour le cinéma ne s’est jamais démenti, malgré l’absence de structures cinématographiques développées en Guinée à ses débuts. Il a su se former de manière autodidacte, ce qui témoigne de sa grande motivation et de son désir de contribuer à la culture de son pays. Il a aussi été un témoin privilégié des transformations politiques et sociales de la Guinée, notamment sous la présidence de Sékou Touré, période durant laquelle il a dû naviguer dans un contexte souvent difficile pour les artistes et intellectuels.
En plus de son travail dans le cinéma, Abdoulaye Dima Dabo a joué un rôle politique et économique important. Il a été à l’origine du patronat guinéen, aidant à structurer les relations entre le secteur privé et les institutions étatiques, et facilitant ainsi la modernisation économique du pays. Cette double casquette d’artiste et de gestionnaire économique est rare et montre l’étendue de ses compétences et de ses ambitions. Dabo a également été membre du Conseil national de la transition, ce qui démontre sa crédibilité et son influence au sein des sphères politiques guinéennes contemporaines.
Au-delà de ses rôles officiels, il est aussi connu pour son franc-parler et son engagement moral. Dans ses écrits et interventions, il n’hésite pas à dénoncer les dérives politiques, les abus de pouvoir et les injustices sociales. Il apparaît comme un défenseur des valeurs républicaines et de la démocratie, cherchant à promouvoir la justice et la responsabilité dans la gestion publique.
Sa vie est aussi marquée par de nombreux voyages et rencontres internationales, qui ont enrichi sa vision du monde et lui ont permis de tisser des liens entre la Guinée et d’autres cultures, notamment par le biais du cinéma. Son livre, Les mémoires d’un homme du septième art, est autant un récit personnel qu’une chronique historique du développement culturel en Guinée. Il y raconte avec détail et émotion ses expériences, les défis rencontrés, ainsi que les succès qui ont jalonné son parcours.
En résumé, Abdoulaye Dima Dabo est une figure incontournable pour comprendre non seulement l’histoire du cinéma en Guinée, mais aussi les dynamiques sociales, économiques et politiques du pays depuis l’indépendance. Il incarne une génération d’intellectuels et d’artistes engagés, qui ont œuvré à la fois pour la promotion culturelle et pour le développement national.